# Będzino
Bdzino [bɛnˈd͡ʑinɔ] (tiếng Đức: Alt Banzin) là một ngôi làng thuộc hạt Koszalin, West Pomeranian Voivodeship, ở phía tây bắc Ba Lan. Đó là chỗ ngồi của gmina (khu hành chính) được gọi là Gmina Będzino. Nó nằm khoảng 13 kilômét (8 mi)  phía tây Koszalin và 128 km (80 mi) về phía đông bắc của thủ đô khu vực Szczecin.
Trước năm 1637 Duchy of Pomerania, khu vực tiếp theo của Farther Pomerania, là một phần của Đức. Đối với lịch sử của khu vực, xem Lịch sử của Pomerania.
Ngôi làng có dân số 580.